# Bitwa nad Granikiem
Bitwa nad Granikiem – starcie zbrojne w maju 334 p.n.e. podczas wyprawy Aleksandra Macedońskiego na Persję, zwycięskie i zapoczątkowujące jego pasmo wojennych sukcesów w Azji.

## Tło i działania poprzedzające
Wczesną wiosną roku 334 p.n.e. Aleksander Macedoński na czele 43 tysięcy piechoty i ponad 6 tysięcy jazdy przekroczył Hellespont i znalazł się w Azji Mniejszej. Armia macedońska skierowała się najpierw w kierunku Troi, gdzie Aleksander uczcił bohaterów Iliady.
Stamtąd wyruszył przeciwko wojskom zachodnich satrapii perskich, które oczekiwały go nad rzeką Granikos, prawdopodobnie na wysokości dzisiejszego miasta Biga. Po stronie perskiej znajdowały się też najemne oddziały greckie: 1500 jazdy oraz 5 tysięcy hoplitów pod wodzą Memnona z Rodos.
Persowie pod naczelnym dowództwem Arsitesa oczekiwali wojsk Aleksandra na obsadzonym przeciwległym, wysokim brzegu wartkiej, niezbyt szerokiej rzeki, stromym, ośligłym i gliniastym, stanowiącym korzystną pozycję obronną, gdy dodatkowo przed okrążeniem chroniły ich wody jeziora. Wódz greckich najemników Memnon uważał, że najskuteczniejszym sposobem walki z Macedończykiem byłoby zastosowanie taktyki „spalonej ziemi”, tak by pozbawiony żywności Aleksander zmuszony był do odwrotu z wygłodzoną armią – co jednak spotkało się z silnym sprzeciwem satrapów perskich, wyraźnie lekceważących możliwości i zdolności przeciwnika.

## Bitwa

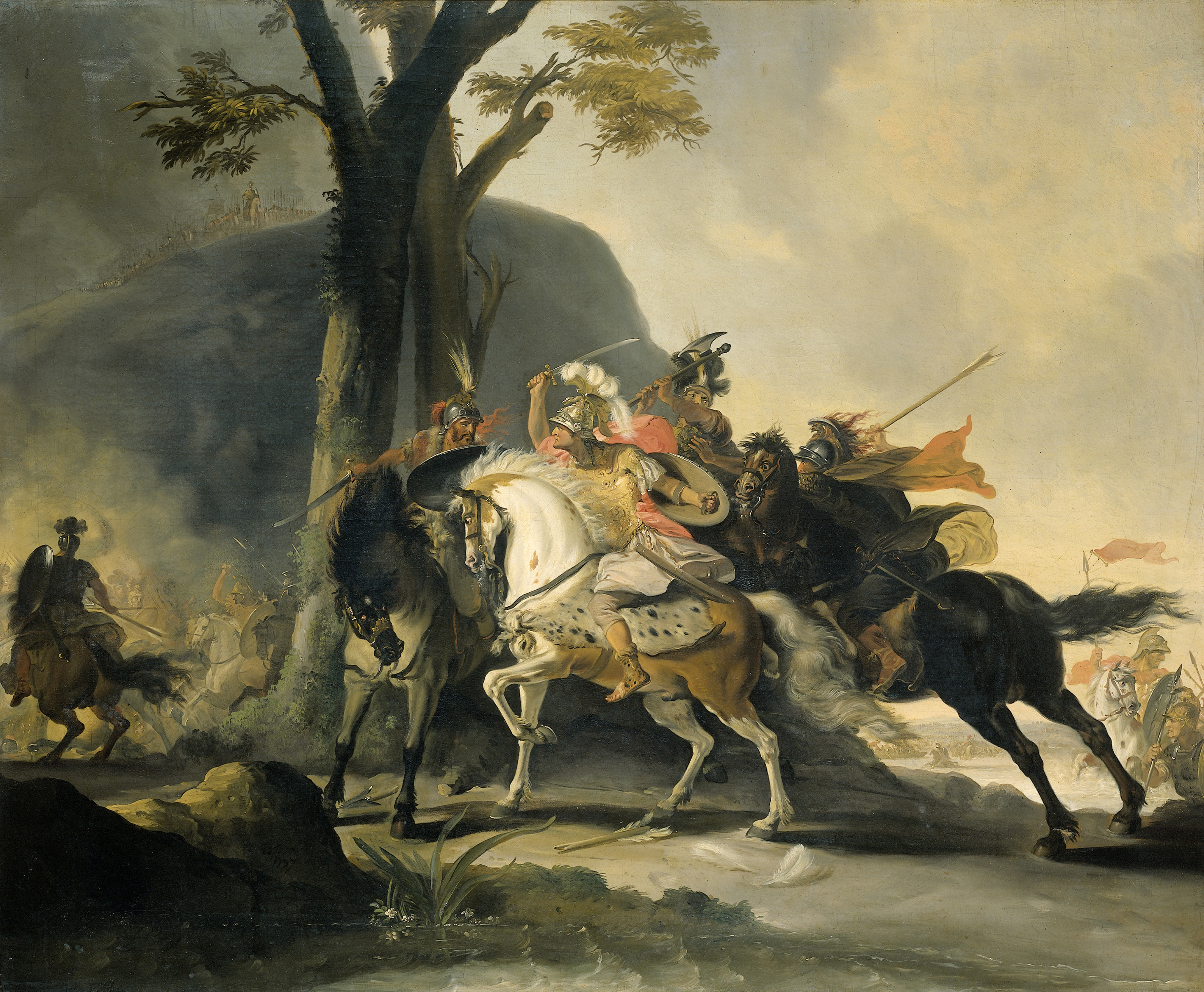
Aleksander Wielki w bitwie z Persami nad Granikiem. Cornelis Troost, 1737.

Gdy szóstego dnia czuwania armia Macedończyków znalazła się nad pograniczną rzeką, było już późne popołudnie. Wódz macedoński zamierzał uderzać natychmiast, z marszu, lecz przeważyła rozsądna perswazja Parmeniona, który w ataku przez dość płytką, lecz rwącą rzekę przewidział znaczne straty i nieuchronną klęskę. Gdy Aleksander przed tym argumentem ustąpił, wysłani w dół rzeki zwiadowcy znaleźli dogodny bród, którym niedostrzeżeni przez Persów Macedończycy przeszli na wschodni brzeg Graniku i o świcie rozwinęli szyk bitewny.

Sytuacyjny plan bitwy

Ich wojska zostały rozmieszczone przez Aleksandra następująco:
- lewe skrzydło: jazda tesalska, grecka i tracka
- środek: piechota (6 takseis = 3 syntagmy falangi)
- prawe skrzydło: jazda hetajrów, Agrianie (procarze), łucznicy

W wojskach perskich w pierwszej linii wystawiona była jazda, za nią piechota, wśród niej najemnicy greccy.
O losach bitwy decydować miała konnica, przy czym wodzowie perscy, rozpoznawszy Aleksandra po wyróżniającym się pancerzu i hełmie, skierowali przeciw niemu swe doborowe oddziały.

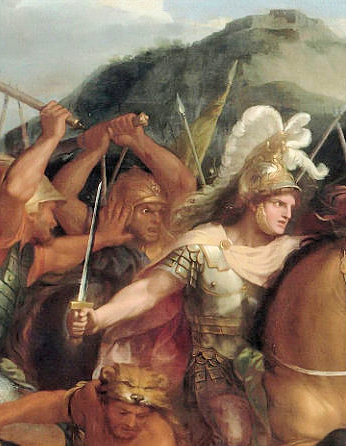
Satrapa Spitrydates atakujący Aleksandra

Aleksander rozpoczął bitwę pozorując atak prawego skrzydła na tyły wroga, by zmieniając raptem kierunek szarży, uderzyć wprost na centrum, w którym znajdowali się wszyscy najważniejsi dowódcy perscy. W wywiązanym wówczas starciu Aleksander omal nie zginął, ostatecznie jednak rozstrzygając je na swą korzyść.
W tym samym czasie uzbrojona w sarisy falanga zaatakowała frontalnie jazdę perską. W rezultacie osiągnięto również powodzenie wskutek zamieszania wywołanego wśród Persów wspomnianym atakiem dowodzonej przez Aleksandra konnicy. Ostatecznie szalę zwycięstwa na korzyść Macedończyków przeważyło uśmiercenie przez Aleksandra Mitrydatesa, zięcia króla perskiego Dariusza. Nie ścigana przez macedońskie wojska armia perska rzuciła się do ucieczki.
Na polu bitwy pozostali jedynie hoplici – greccy najemnicy, którzy zamierzali pertraktować z zamiarem przejścia na stronę Aleksandra, lecz potraktowanych jak zdrajców, okrążono ich i w znacznej części wybito. Zaledwie 2 tysiące skapitulowało i zakutych w kajdany, odesłano do Macedonii z przeznaczeniem do niewolniczej pracy w kopalniach srebra. W ten sposób Aleksander karał renegatów, dając innym najemnikom przestrogę co do ich przyszłego losu.

## Znaczenie i skutki
- Macedonia przejęła kontrolę nad greckimi miastami położonymi nad azjatyckim wybrzeżem Morza Śródziemnego.
- Persja w ciągu następnego roku utraciła panowanie nad całym terytorium Azji Mniejszej.

## Kontrowersje
Według części historyków starożytnych, jak Plutarch, Arystobulos czy Flawiusz Arrian (opierających się na zapiskach Kallistenesa, kronikarza Aleksandra), co bezkrytycznie powtarzają niektórzy badacze nowożytni (np. N.G.L. Hammond), falanga frontalnie miała forsować rzekę w obliczu nieprzyjaciela. Odmiennie sądzi Diodor Sycylijski, który przeprowadzając logiczny wywód dowiódł, że szyk armii perskiej (z konnicą na czele, piechotą na tyłach) miał sens jedynie w sytuacji, gdy wojska Aleksandra znalazły się po tej samej stronie rzeki. Peter Green, przychylając się do wersji Diodora, uważa, iż mogło nawet dojść do próby frontalnego ataku, lecz został on krwawo odparty i że w planie bitwy ostatecznie postąpiono zgodnie z sugestią Parmeniona; później natomiast została przez Kallistenesa stworzona relacja propagandowa, zgodna z wolą Aleksandra pragnącego zachować wizerunek wodza niezwyciężonego (aniketos).     